# HMS Wren (U28)
Pour les articles homonymes, voir HMS Wren.
Le HMS Wren est un sloop britannique, de la classe Black Swan modifiée, qui participa aux opérations navales contre la Kriegsmarine (marine allemande) pendant la Seconde Guerre mondiale.
Les membres du Women's Royal Naval Service (Wrens) ont versé chacun une journée de salaire à un fonds commémoratif pour les 22 Wrens tués lors du torpillage du SS Aguila en 1941, et le fonds, à son tour, a contribué à hauteur de 4000 £ à la construction du sloop. Le sloop a été populairement identifié aux Wrens tout au long de son service de guerre et a reçu de fréquentes visites de leur part lorsqu'ils étaient au port . Pour ces raisons très évidentes, ce navire était tenu en très grande estime par le Women’s Royal Naval Service et elles ont maintenu un grand intérêt pour toutes ses activités pendant la Seconde Guerre mondiale.

## Construction et conception
Le Wren est commandé le 23 avril 1940 dans le cadre de programmation de 1940 pour le chantier naval de William Denny and Brothers à Dumbarton - Ecosse. Sa pose de la quille est effectuée le 27 février 1941, le Wren est lancé le 11 août 1942 et mis en service le 4 février 1943 avec un temps de construction de 23 mois et 5 jours  .
Il a été adopté par les communautés civiles de Knutsford et de Northwich dans le Cheshire, dans le cadre de la Warship Week (semaine des navires de guerre) en 1942.
Les sloops de la classe Black Swan ont fait l'objet de nombreuses modifications au cours du processus de construction, à tel point que la conception a été révisée, les navires ultérieurs (du programme de 1941 et suivants) étant décrits comme la classe Black Swan modifiée. Bien que Wren ait été fixé selon la conception originale, elle a été achevée plus tard que certains des navires de classe modifiés, et avec les modifications apportées lors de sa construction, il était impossible de les distinguer des navires modifiés de Black Swan .
La classe Black Swan modifiée était une version élargie et mieux armé pour la lutte anti-sous-marine de la classe Black Swan, elle-même dérivée des sloops antérieurs de la classe Egret. L'armement principal se composait de six canons antiaériens QF 4 pouces Mk XVI dans trois tourelles jumelles, de 6 Canons jumelés de 20 mm Oerlikon Anti-aérien, de 4 canons de 40 mm pom-pom. L'armement anti-sous-marin se composait de lanceurs de charges de profondeur avec 110 charges de profondeur transportées. Il était aussi équipé d'un mortier Hedgehog anti-sous-marin pour lancer en avant ainsi qu'un équipement radar pour le radar d'alerte de surface type 272, et le radar de contrôle de tir type 285,.

## Historique
Le Wren est mis en service le 4 février 1943 et, après ses essais en mer, il est affecté au 2e Groupe d'escorte sous le commandement de Frederic John Walker, le groupe de lutte anti-sous-marine le plus efficace de la Royal Navy pendant la Seconde Guerre mondiale.
En février 1943, le Wren et le 2e Groupe d'escorte étaient en service de soutien dans l'Atlantique, mais ils ont vu peu d'action.
En juin 1943, le groupe est affecté dans le golfe de Gascogne pour soutenir l'opération Musketry du Coastal Command.
Le 24 juin 1943 à 16h00, l'U-449 est coulé par des charges de profondeurs de Wren, Woodpecker, Kite et Wild Goose au large du cap Ortegal en Espagne à la position géographique de 45° 00′ N, 11° 59′ O .
Le 14 juillet 1943, les sept survivants du sous-marin allemand U-607 ont été secourus par le Wren. Le U-607 a coulé la veille le 13 juillet 1943, lorsque l'U-445, l'U-607 et l'U-613 naviguant ensemble dans le Golfe de Gascogne, ils sont repérés par un Halifax (Squadron 58) qui donne l'alarme. Un Sunderland JM708 (Squadron 228) le rejoint. Confiant de ses nouveaux canons de 20 mm et de ses double-canons de 20 mm, l'U-607 dirige ses artilleurs pour repousser le Sunderland. L'U-445 et l'U-613 arrivent à plonger, mais l'U-607, dont un des canons s'est enraillé, coule à la position 45° 02′ N, 9° 14′ O, par le Sunderland qui lui lance sept charges de profondeur après avoir tué l'équipe de canonniers. L'avion lance un dinghy et sept survivants, y compris le commandant, seront sauvés le lendemain par le Wren.
Le 30 juillet 1943, le groupe composé de Woodpecker, Wren, Kite et Wild Goose engage l'U-462 au large du cap Ortegal, déjà sous attaque aérienne par un bombardier britannique Handley Page Halifax (Squadron 502/S), et le coule par des charges de profondeur à la position géographique de 45° 33′ N, 10° 58′ O.
Puis à 15h43, le groupe fait subir le même sort à l'U-504 à la position géographique de 45° 33′ N, 10° 56′ O.
Après un radoub à l'automne 1943, Wren rejoint le groupe, soutenant le convoi entrant SL147/MKS38, attaqué par le Wolfpack (en français : meute de loups ou en allemand Rudeltaktik) Igel, et les convois atlantiques HX278 et ON224 attaqués par le Wolfpack Hai.
Fin mars 1944, le Wren et le groupe sont avec le convoi arctique JW58, qui a vu quatre sous-marins détruits au cours d'une bataille de cinq jours. Le convoi JW58 quitte le Loch Ewe le 27 mars 1944, accompagné de son escorte locale, le dragueur de mines Rattlesnake et deux autres, avec deux corvettes. La force est supportée par deux porte-avions d'escorte, HMS Activity and HMS Tracker. Le 29 mars, il rencontre le contingent islandais avec son escorte, la frégate Fitzroy (en) et deux dragueurs de mines. Ceux-ci ont été relevés par les forces d'escorte rapprochée et d'escorte océanique et sont retournés à leur base. Le 29 mars, le HMS Starling rencontre l'U-961 dans la mer de Norvège. Le sous-marin ne faisait pas partie des lignes de patrouille de la flottille arctique, mais au passage vers l'Atlantique Nord; il a eu le malheur de rencontrer la force de la Royal Navy. L'U-961 a été chargé en profondeur et détruit par le Starling et Magpie du 2e Groupe d'Escorte .
Le 31 mars, le convoi JW58 rencontre la première ligne de patrouille des U-Bootes et pendant 48 heures, la force de sous-marins lance 18 attaques contre le convoi. Aucun navire n'est touché mais trois sous-marins sont détruits. L'U-355 est détruit par le HMS Beagle et des avions du HMS Tracker . Le 2 avril, le HMS Keppel détruit l'U-360 avec une attaque de mortier hedgehog . Le 3 avril, un Swordfish venant de l'HMS Activity attaque l'U-288 et avec l'aide d'une équipe d'avions Martlet et Avenger du HMS Tracker, le détruit . Le 3 avril, le convoi JW58 est également rejoint par l'escorte locale de l'est, quatre destroyers soviétiques, et le 4 avril, il arrive à Kola sans autre incident.
En mai 1944 dans l'Atlantique une fois de plus, le Wren, Starling et Wild Goose , participent à la destruction du U-473 après une recherche prolongée et une "chasse à l'épuisement" à la position géographique de 49° 29′ N, 21° 22′ O.
En juin et juillet 1944, le Wren et le 2e Groupe d'escorte sont dans la Manche dans le cadre de l'opération Neptune, protégeant la force d'invasion alliée contre les attaques de sous-marins. En août, le Wren avec la participation d'un Consolidated B-24 Liberator C/53 et du Loch Killin, détruisent l'U-608 au large des côtes françaises à la position géographique de 46° 30′ N, 3° 08′ O.
Après un nouveau radoub, Wren est réaffecté au 22e Groupe d'escorte en janvier 1945, engagé dans des patrouilles anti-sous-marines au large des côtes britanniques.
En mars 1945, le Wren est nommé pour rejoindre la British Pacific Fleet (flotte britannique du Pacifique), mais ne l'a pas fait avant août 1945 et la fin de la guerre dans l'est. le Wren est désactivé, mais remis en service en 1946 pour le service au Moyen-Orient. En avril 1949, il commence un radoub au chantier naval de Malte. Cela implique le retrait de l'équipement anti-sous-marin du pont arrière, qui est remplacé par des logements supplémentaires . Il est finalement mis hors service en 1955 et vendu pour la ferraille arrivant à Rosyth pour démantèlement le 2 février 1956 .